# Mariä Heimsuchung (Frauenberg)

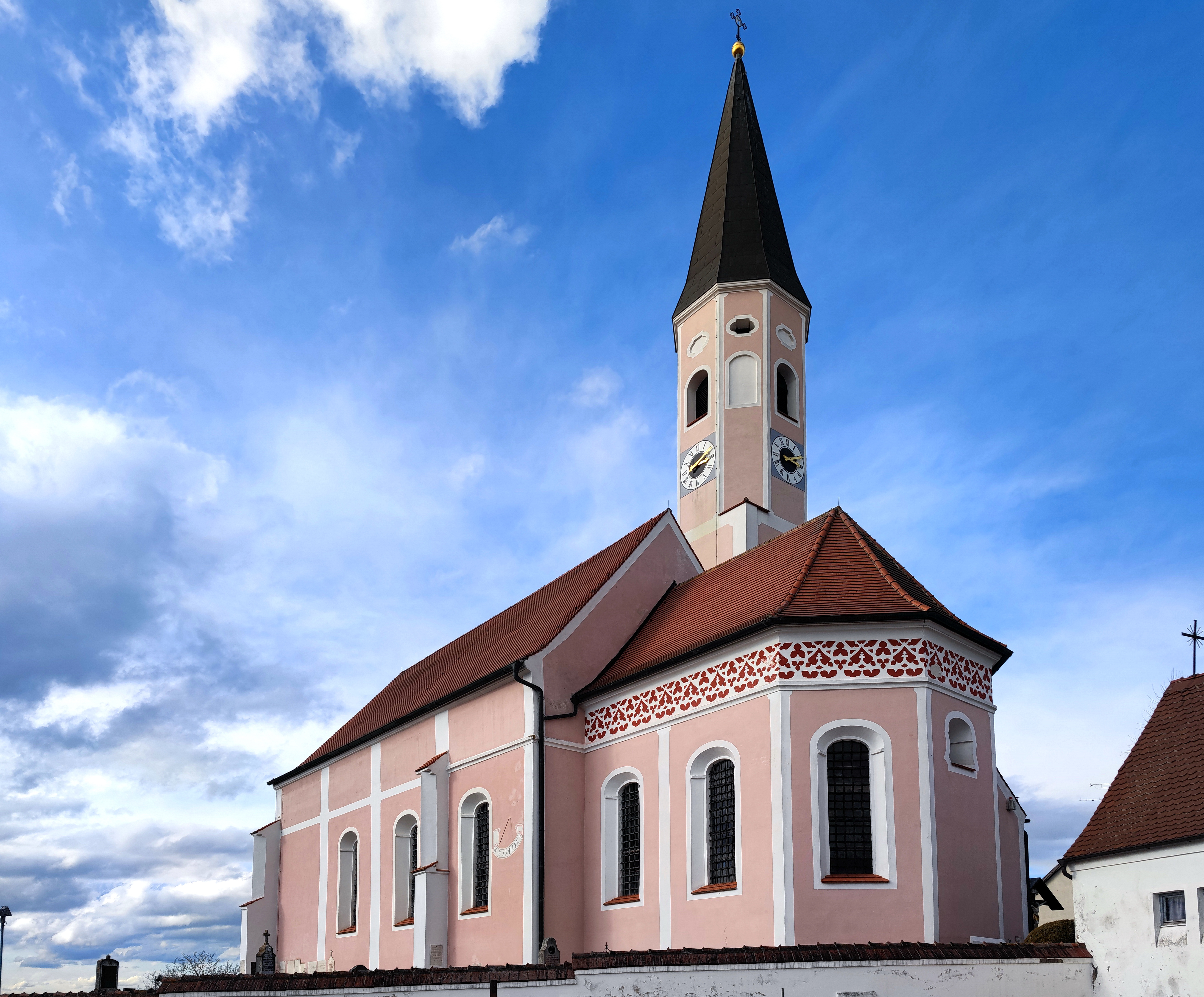
Außenansicht der Wallfahrtskirche Mariä Heimsuchung

Die römisch-katholische Filial- und Wallfahrtskirche Mariä Heimsuchung in Frauenberg, einem dörflich geprägten Stadtteil der niederbayerischen Bezirkshauptstadt Landshut, ist eine spätgotische Saalkirche aus der zweiten Hälfte des 15. Jahrhunderts, die weithin sichtbar oberhalb der südlichen Isarhangleite steht. Sie wird seit dem 17. Jahrhundert als Wallfahrtsstätte aufgesucht und gehört der erst 2001 gegründeten der Pfarrei St. Vinzenz von Paul in Auloh an. Das Patrozinium Mariä Heimsuchung, das am 2. Juli begangen wird, ist in der Gegend um Landshut häufig anzutreffen.

## Geschichte

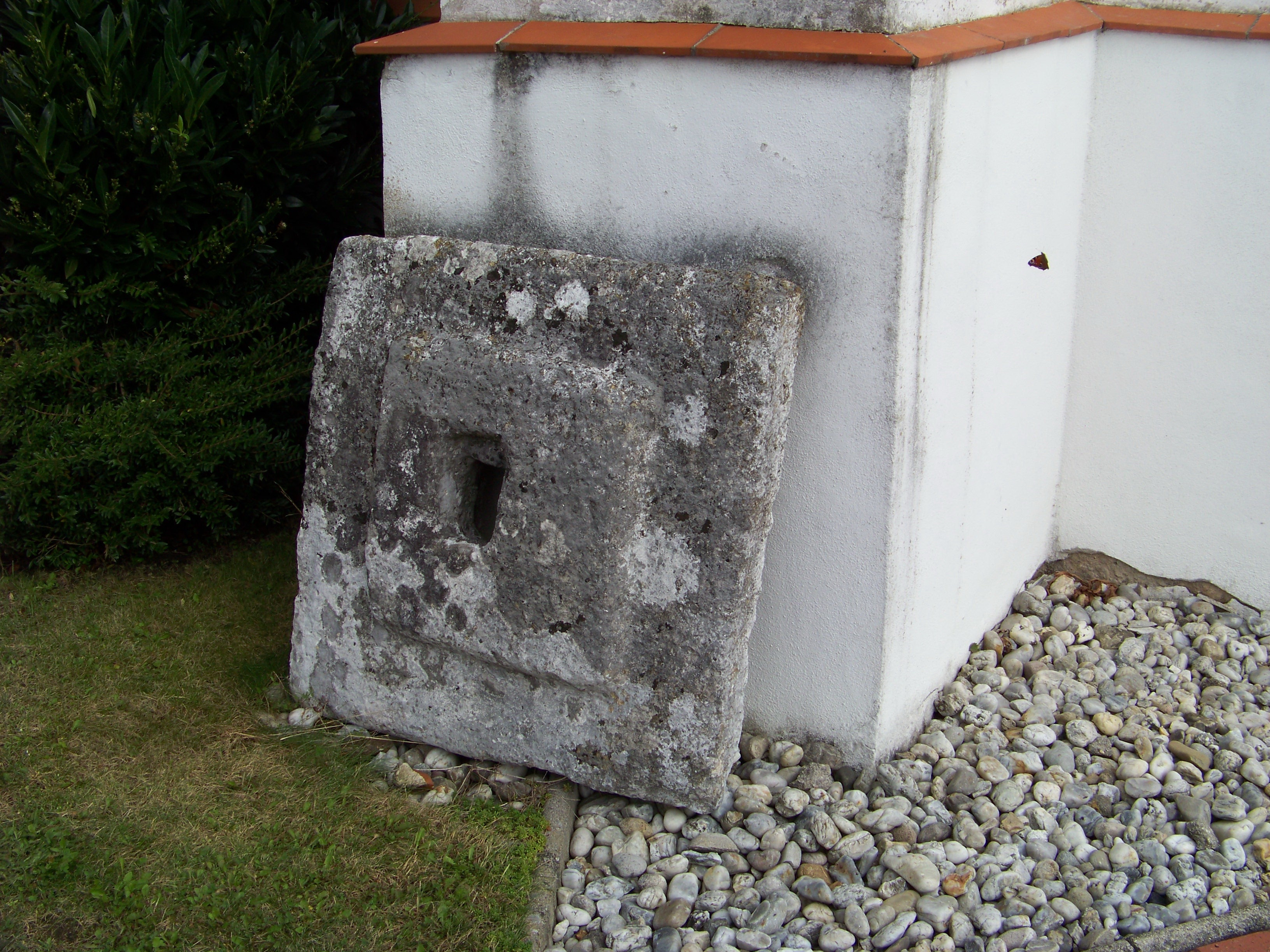
„Erhardistein“

### Vorgeschichte
Die Kirchengeschichte der Gegend um Frauenberg beginnt bereits um das Jahr 700 nach Christus, als der heilige Erhard in der Gegend als Wanderbischof tätig war. Weil er auf der Flucht war, musste er der Legende nach in der Nähe von Frauenberg die Isar überqueren. Mithilfe eines großen, flachen Steines erreichte er beinahe trockenen Fußes das andere Ufer. Dieser angebliche „Erhardistein“ ist heute an einem Eckpfeiler an der Außenmauer der Wallfahrtskirche zu sehen.

### Baugeschichte
Der heutige Kirchenbau wurde in der zweiten Hälfte des 15. Jahrhunderts, wahrscheinlich um 1470/80, anstelle einer romanischen Vorgängerkirche errichtet. Dabei wurden die unteren Geschosse des bestehenden Turmes einbezogen. Eine erste Ausmalung des Kircheninneren mit Fresken dürfte im Renaissancezeitalter zwischen 1580 und 1600 vorgenommen worden sein. Die Ausstattung wurde in der Epoche des Barock und Rokoko dem damaligen Zeitgeschmack angepasst.
Auch die Turmbekrönung änderte sich im Laufe der Jahrhunderte mehrmals. Aus der Kirchenrechnung des Jahres 1712 ist zu entnehmen, dass der Turm zu diesem Zeitpunkt eine barocke Zwiebelhaube besaß, die wohl zeitgleich mit dem Turmaufsatz der barocken Pfarrkirche St. Thomas in Adlkofen errichtet wurde. Im Jahr 1866 wurde die Turmbekrönung wiederum erneuert, und man entschied sich unter dem Einfluss des Historismus für einen Spitzhelm. Nachdem die Turmspitze am 1. März 1990 durch den Orkan Wiebke herabgerissen wurde, gab es Diskussion, ihm wieder eine Zwiebelhaube aufzusetzen. Jedoch entschied man sich in geheimer Abstimmung dafür, den Spitzhelm zu erneuern. Die vorerst letzte Renovierungsmaßnahme an der Kirche wurde in den Jahren 1998 bis 2000 mit der Instandsetzung des Dachstuhls, der Sanierung des Gewölbes sowie der statischen Sicherung der Empore durchgeführt.

### Wallfahrtsgeschichte
Seit dem 17. Jahrhundert ist die Mutter Gottes von Frauenberg regelmäßig Ziel von Wallfahrern. Als im Jahr 1854 in Landshut die Cholera ausbruch, gründete sich der Verein der Landshuter Wallfahrtsfrauen mit dem Gelöbnis, jedes Jahr zum Schutz vor derartigen Infektionskrankheiten nach Frauenberg zu pilgern. Diese Tradition wird bis heute fortgeführt. Außerdem ist die Wallfahrtskirche in Frauenberg Ziel einiger Bittgänge und Wallfahrten der umliegenden Pfarreien.

## Architektur

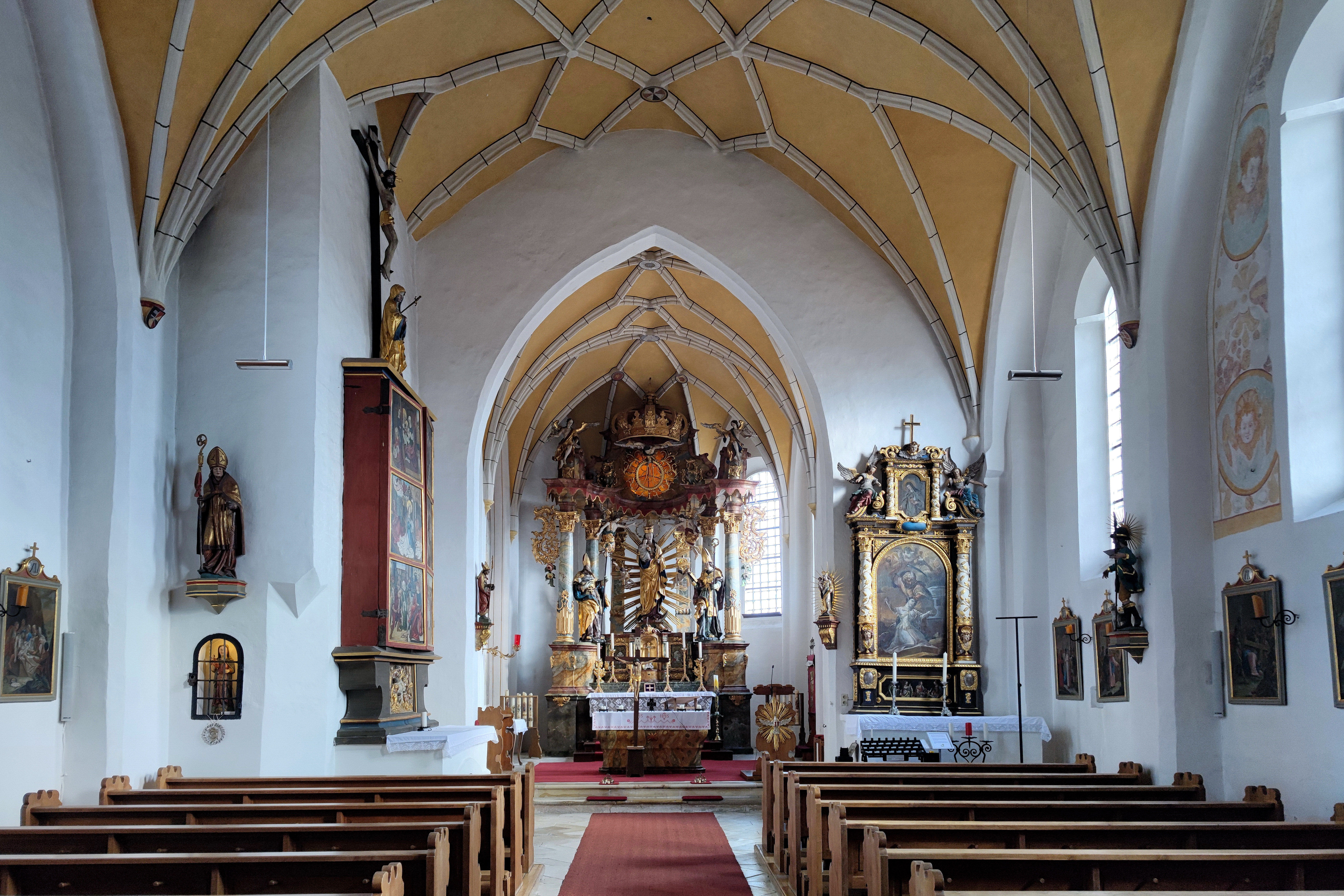
Innenansicht

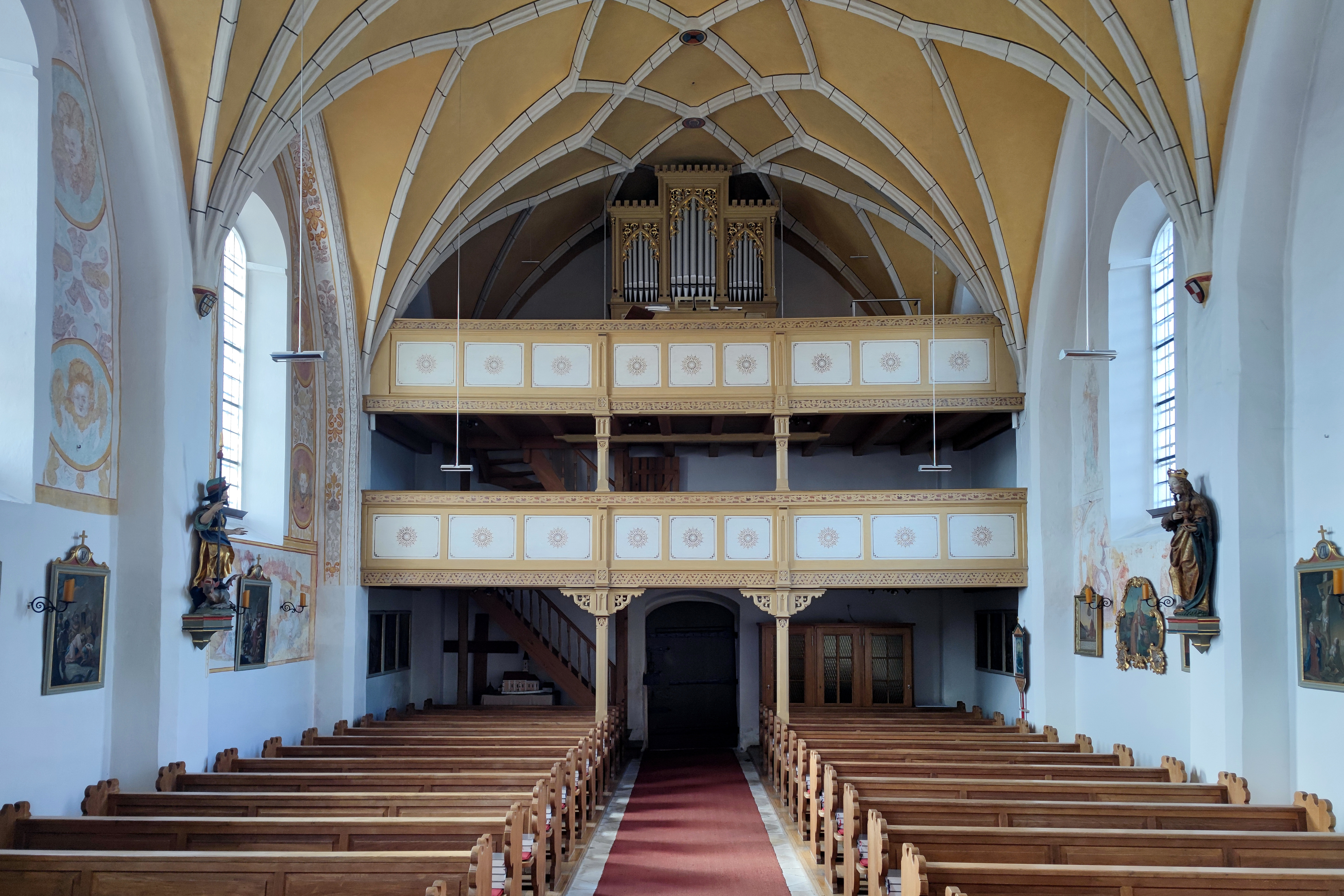
Gegenblick zur Orgelempore in dem von einem Netzrippengewölbe überspannten Langhaus

### Außenbau
Die nach Osten ausgerichtete Saalkirche mit umgebendem Friedhof besteht aus einem vierjochigen Langhaus und dem daran anschließenden, leicht eingezogenen zweijochigen Chor, der in drei Achteckseiten geschlossen ist. Der im Kern romanische Turm ragt am Nordostende des Langhauses in das Kirchenschiff hinein und lässt dieses im Inneren asymmetrisch erscheinen. Im Winkel zwischen Turm und Nordwand des Chores wurde im 19. Jahrhundert eine zweigeschossige Sakristei errichtet. Der Zugang zum Kircheninneren erfolgt über eine ebenfalls im 19. Jahrhundert erbaute Vorhalle auf der Westseite des Langhauses. Das Äußere der Kirche ist bis auf die in der Barockzeit rundbogig veränderten Fensteröffnungen und die erst im 19. Jahrhundert hinzugefügten Strebepfeiler am Chor weitgehend ungegliedert.

### Innenraum
Im Inneren werden Langhaus und Chor gleichermaßen von einem Netzrippengewölbe überspannt. Eine genauere kunstgeschichtliche Einordnung führt auf den Typus des Springrautengewölbes, der beispielsweise auch im Chor der Landshuter Martinskirche anzutreffen ist. Die birnstabförmigen Rippen entspringen aus halbrunden Profilkonsolen auf flachen, gefasten Wandpfeilern. Die Jochtrennung erfolgt durch spitze Schildbögen. An den Gewölbescheiteln sowie an einigen weiteren Rippenkreuzungen befinden sich kleine runde Schlusssteine, die im Chor zum Teil mit Wappenschilden belegt sind. Diese stammen von Adelsfamilien aus der näheren Umgebung sowie von reichen Bürgerfamilien aus der Stadt Landshut, die einen Bezug zu Frauenberg hatten. Eine neugotische Bemalung des Gewölbes wurde inzwischen wieder entfernt und durch eine gelbe Tünchung der Gewölberücklagen ersetzt.
Der Chorraum ist vom Langhaus durch einen spitzen Chorbogen abgetrennt, der auf der Westseite gefast, auf der Ostseite gestuft und gefast ist. Im westlichen, fensterlosen Langhausjoch ist eine hölzerne Doppelempore eingezogen, deren Brüstungen farblich gefasst und mit floralen Mustern verziert sind.

## Ausstattung

### Hochaltar

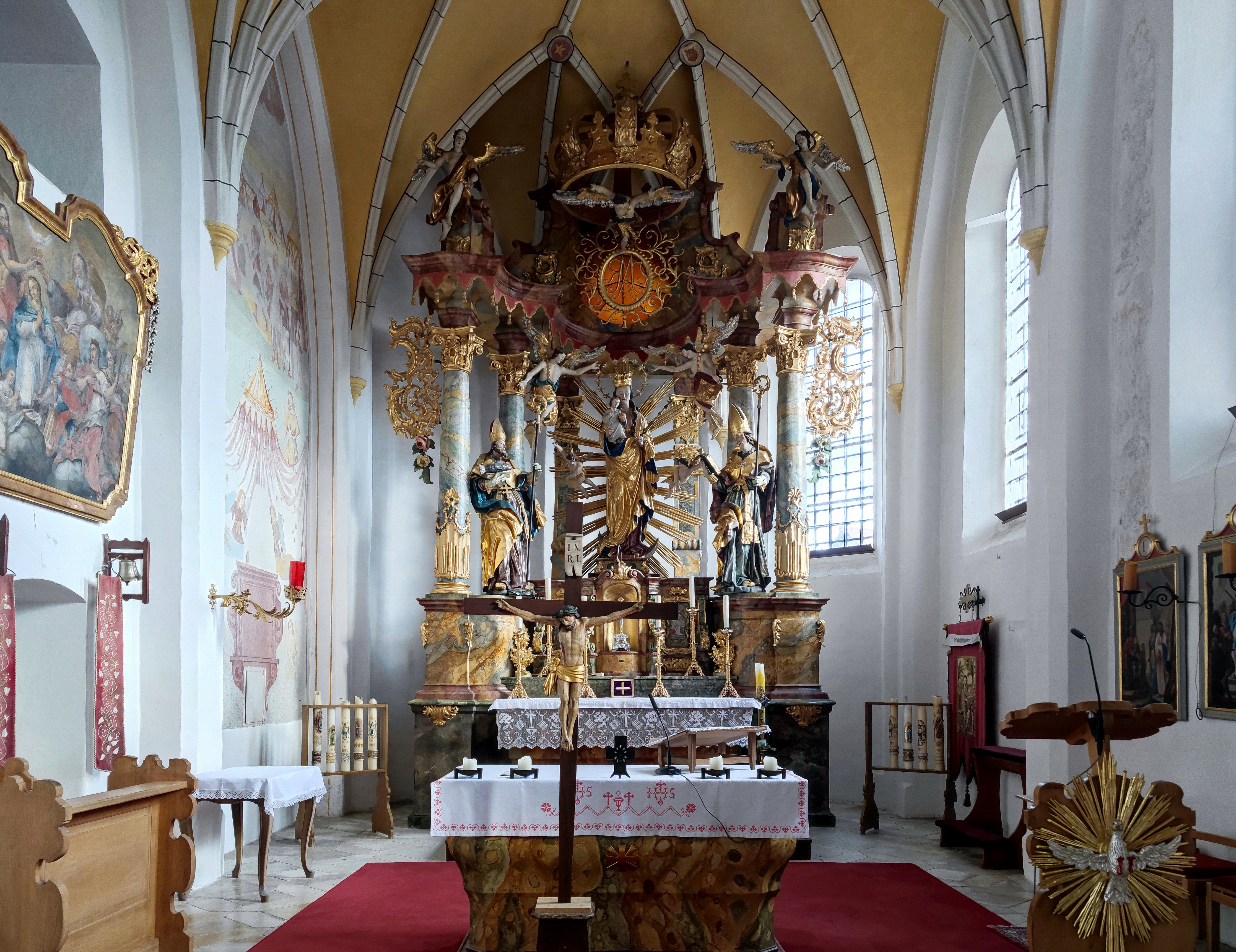
Chorraum mit dem Rokoko-Hochaltar

Der Hochaltar wurde im Jahr 1758 von dem Schreiner Veit Braunberger aus Vilsbiburg in Formen des Rokoko neu errichtet. Über der hohen, konkav geschwungenen Sockelzone, die auch den Tabernakel enthält, erheben sich vier Rundsäulen, die von seitlichen Rankwerkschnitzereien flankiert werden. Obenauf befindet sich der ebenfalls konkav geschwungene Auszug. Anstelle des Altarblatts befindet sich eine spätgotische Mondsichelmadonna mit Kind aus der Entstehungszeit der Kirche – das Wallfahrtsgnadenbild, das bereits Teil des früheren Hochaltares war. Neben der Mondsichel zu ihren Füßen kennzeichnet auch ein Kranz mit zwölf Sternen um das Haupt Mariens ihre Rolle als Apokalyptische Frau. Wohl bei der Übertragung auf den neuen Altar wurde die Figur außerdem bekrönt. Im Altaraufsatz befindet sich ein vergoldetes Marienmonogramm, darüber eine Krone, die über einem scheinbar schwebenden Putto angeordnet ist. Diese soll Maria als Himmelskönigin auszeichnen. Diese Szenerie wird von zwei weiteren, auf den seitlichen Voluten sitzenden Putten begleitet.

### Seitenaltäre

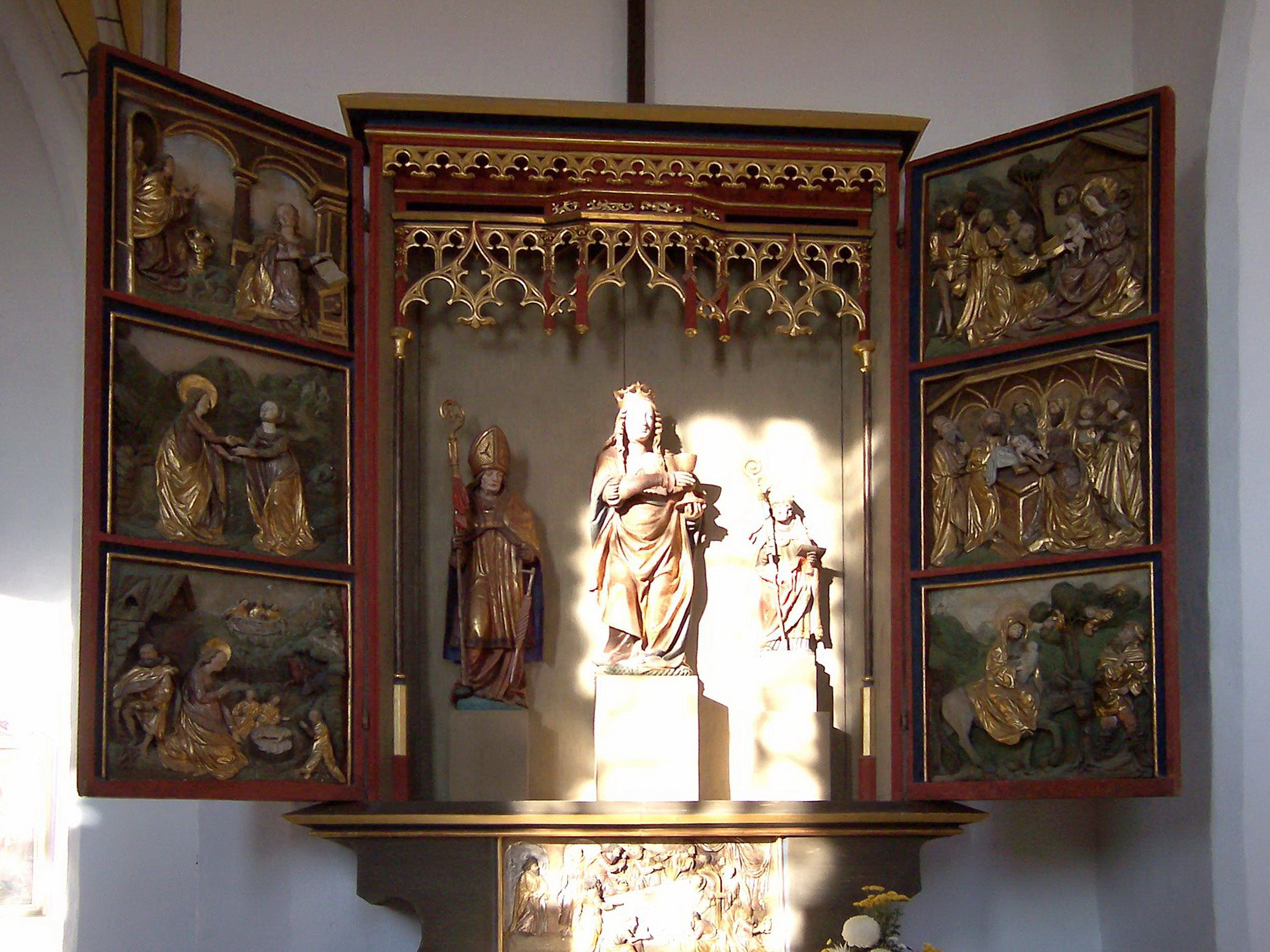
Spätgotischer Flügelaltar

Der frühere Hochaltar – ein spätgotischer Flügelaltar aus der Zeit um 1480/90, der in Zeitstellung, Gestaltung und künstlerischem Wert den Altären in Gelbersdorf und Jenkofen nahe kommt – steht heute an der ins Langhaus einspringenden Turmwand. Die Reliefs und Gemälde zählen zu den besten Werken der Landshuter Schule von Bildhauern und Malern des späten 15. Jahrhunderts, die bis heute erhalten sind. Auf den Innenseiten der Flügel sind je drei Reliefdarstellungen übereinander zu finden. Auf der linken Seite sind dies von oben nach unten die Verkündigung an Maria, die Patroziniumsdarstellung der Heimsuchung Mariens und die Geburt Christi. Rechts befinden sich in gleicher Reihenfolge Reliefs der Anbetung durch die Heiligen Drei Könige, der Darstellung im Tempel und der Flucht nach Ägypten. Die Reliefs wurden teilweise später überarbeitet, insbesondere die Verkündigungsdarstellung, die nicht der Zeitstellung entsprechende Details aufweist. Auf den Außenseiten der Flügel befinden sich Gemälde der Landshuter Schule. Dabei sind wiederum je drei Malereien übereinander angeordnet. Auf der linken Seite sind dies von oben nach unten die Geburt Mariens, die Geburt Christi und der Kindermord in Betlehem. Rechts sind in gleicher Reihenfolge der Tempelgang Mariens, die Beschneidung Christi und die Flucht nach Ägypten dargestellt. Aufgrund der kunstvollen Gestaltung und des guten Erhaltungszustands wird den Gemälden ein noch größerer kunsthistorischer Wert als den Reliefs beigemessen. In der Predellazone befindet sich ein bemaltes Holzrelief des Marientodes inmitten der zwölf Apostel aus der Zeit um 1485. Im Inneren des Schreins war früher, wie oben bereits erwähnt, die Mondsichelmadonna aufgestellt. Zwischen 1864 und 1968 war an deren Stelle eine Figurengruppe der Krönung Mariens zu sehen, die heute über dem Eingang zur Sakristei angebracht ist. Im Jahr 1968 setzte man in den Schrein stattdessen Figuren der Heiligen Maria (Mitte), Erhard (links) und Barbara (rechts) ein.
Der südliche Seitenaltar, der rechts des Chorbogens aufgestellt ist, wurde um 1680 im Barockstil ausgeführt. Sein Aufbau wird von zwei gewundenen, weinlaubumrankten Säulen getragen. Der Altaraufsatz, der von zwei engelbesetzten Voluten begleitet wird, verfügt wiederum über zwei gewundene Säulchen. Das Hauptgemälde zeigt die Enthauptung der Märtyrerin Barbara.

### Wandfresken aus der Renaissancezeit

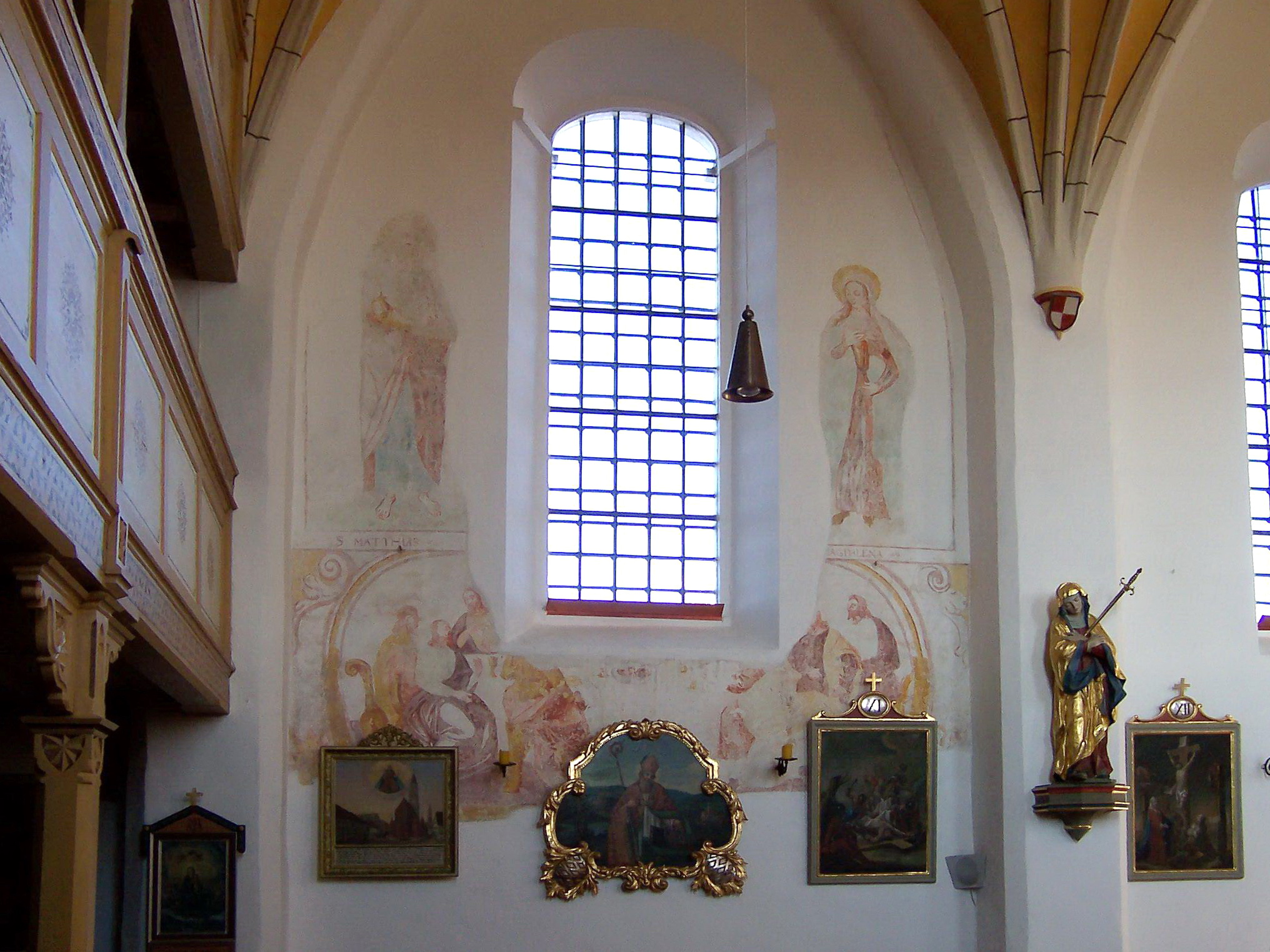
Renaissance-Wandfresken

Bei einer Innenrenovierung im Jahr 1975 wurden längst vergessene Wandfresken aus der Renaissancezeit um 1580/90 an den Seitenwänden des Langhauses sowie im Chor freigelegt. Um 1996 wurden diese bei einer erneuten Innenrenovierung restauriert und konserviert. Als Künstler kommen die Maler infrage, die zwischen 1569 und 1578 bei der Umgestaltung der Burg Trausnitz mitgewirkt haben. Das Bild an der nördlichen Seitenwand zeigt die Mannaspeisung des Volkes Israel beim Auszug aus Ägypten (Ex 16 ). Außerdem sind drei weitere, größere Fresken zu finden, auf denen die Heiligen Matthias, Magdalena und Petrus dargestellt sind.

### Übrige Ausstattung

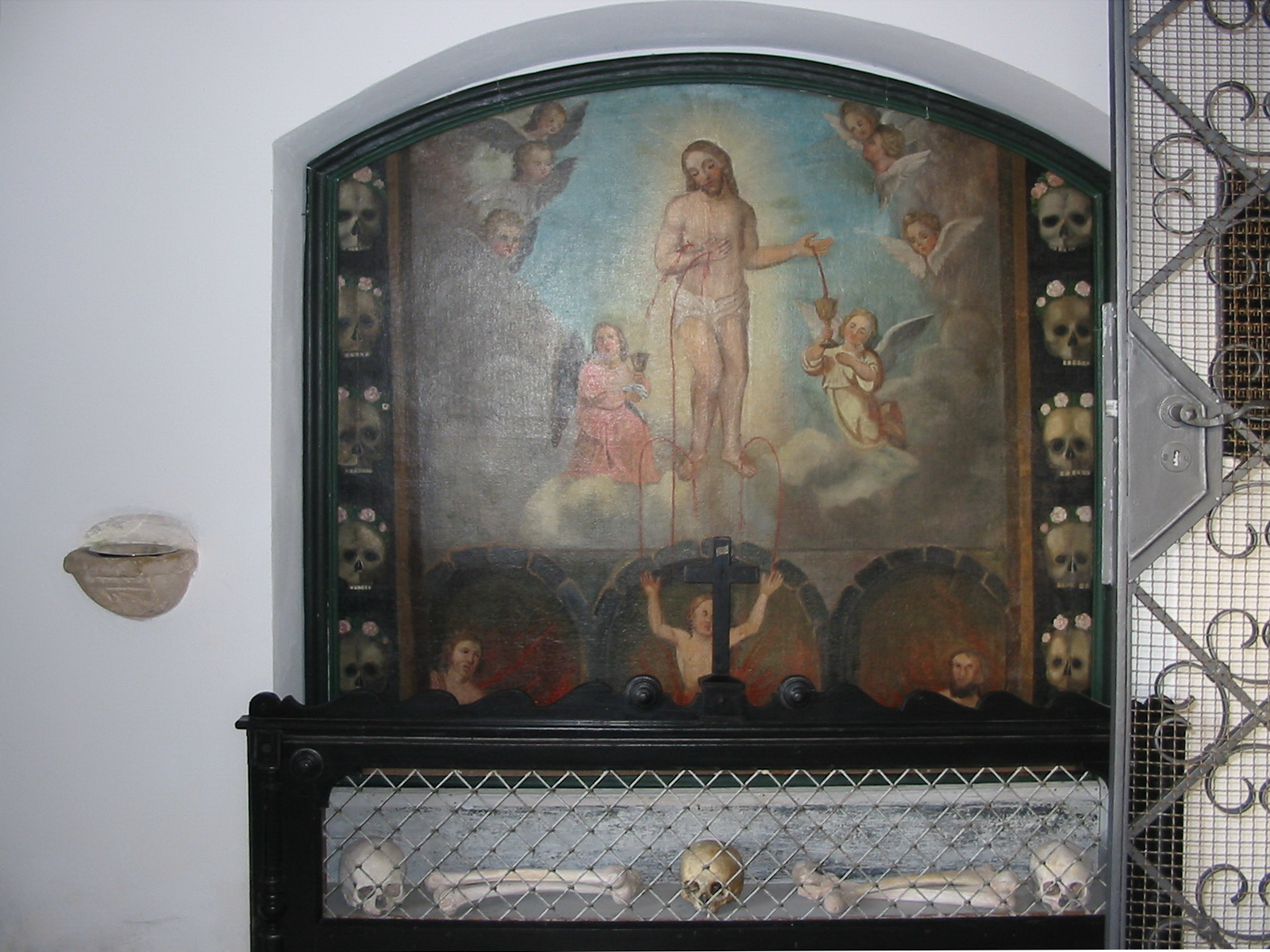
Totenerker mit Arme-Seelen-Gemälde

Die älteste Figur der Kirche befindet sich in einer Mauernische an der einspringenden Turmmauer im Langhaus. Es handelt sich um eine frühgotische Madonna mit Kind aus der Zeit um 1300. Die Skulptur stammt also noch von der Ausstattung der Vorgängerkirche. Über dieser Nische ist ein barockes Ölgemälde mit einer Darstellung des Schweißtuches der Veronika zu sehen. Außerdem befinden sich im Langhaus Barockfiguren der Heiligen Maria, Wendelin und Georg. Auch die gemalten Kreuzwegstationen sowie der Gemäldezyklus mit Darstellungen aus dem Marienleben, der an der Emporenbrüstung zu finden ist, sind barock. Von besonderem Interesse ist auch das Votivgemälde der Landshuter Wallfahrtsfrauen, das den Ausbruch der Cholera in Landshut im Jahr 1854 darstellt.
Im westlichen Vorbau der Kirche findet man einen in der Landshuter Gegend sehr seltenen Totenerker, in dem drei Totenköpfe und drei Röhrenknochen zu sehen sind. Darüber befindet sich ein Gemälde, das die Armen Seelen im Fegefeuer darstellt.

### Orgel
Die Orgel der Wallfahrtskirche Frauenberg wurde im Jahr 1912 von dem Deggendorfer Orgelbau Ludwig Edenhofer junior errichtet und befindet sich seither im oberen Geschoss der Doppelempore. Sie umfasst insgesamt sechs Register auf zwei Manualen und Pedal.